# レベジニ
レベジニ（ロシア語: Лебединый、サハ語: Лебединай）は、ロシア連邦のサハ共和国南部、アルダン地区に位置する町である。アルダンから24km。1927年に、金鉱の発見とともに建設された。その後1969年に都市型集落となった。住人の多くは鉱山に関連する第一次、第二次産業に従事している。1930年代初頭に工場と変電所が建設され、その後住宅、学校、診療所、またプールなどが建設された。近年は雇用の不足に伴い人口は減少している。

## 人口
| 人口 | 人口 | 人口 | 人口 | 人口 | 人口 | 人口 | 人口 |
| 1979 | 1989 | 2002 | 2010 | 2011 | 2012 | 2013 | 2014 |
| ---- | ---- | ---- | ---- | ---- | ---- | ---- | ---- |
| 2308 | 2345 | 1254 | 1058 | 1057 | 1056 | 1046 | 1024 |

## 交通
およそ3kmのところに連邦高速道路M56（A360 "レナ"）が通っているほか、およそ6kmのところにアムール・ヤクーツク鉄道のコサレフスキー駅がある。